# Politique linguistique du Québec
La politique linguistique du Québec désigne l'ensemble des actions québécoises touchant la langue au Québec. L'élément principal de cette politique est la Charte de la langue française qui vise à établir le français comme langue officielle du Québec.
L'organisme principal responsable de la mise en œuvre de la politique linguistique du Québec est l'Office québécois de la langue française (OQLF).
La Charte de la langue française instituée par la loi 101 a été modernisée en 2022 par la Loi sur la langue officielle et commune du Québec, le français (loi 96), qui institue le français comme seule langue officielle et commune du Québec.